# Grote groensnavelmalkoha
De grote groensnavelmalkoha (Phaenicophaeus tristis) is een koekoekssoort uit het geslacht Phaenicophaeus.

## Beschrijving
De grote groensnavelmalkoha is 56 cm lang. De vogel is overwegend blauwachtig zwart met een lange, getrapte staart met witte uiteinden aan de staartpennen. De snavel is opvallend fors en groen en de vogel heeft een rode washuid rond het oog.

## Verspreiding en leefgebied
De grote groensnavelmalkoha komt voor in het oosten van India, Nepal en vandaar doorlopend naar Indochina, het schiereiland Malakka en Sumatra. Het is een algemeen voorkomende vogel van half open bosgebieden en droog terrein met struikgewas tot op een hoogte van 1500 m boven de zeespiegel.
De soort telt twee ondersoorten:
- P. t. tristis: noordelijk India via Sumatra.
- P. t. kangeangensis: Kangean (noordelijk van Bali in de Javazee).

## Status
De grote groensnavelmalkoha heeft een groot verspreidingsgebied en de grootte van de populatie is niet gekwantificeerd. Er is geen aanleiding te veronderstellen dat de soort in aantal achteruit gaat. Daarom staat deze malkoha als niet bedreigd op de Rode Lijst van de IUCN.